# Gornaja Šorija
La Gornaja Šorija (in russo Горная Шория?; in lingua šoro: Тағлығ Шор) una regione della taiga di montagna situata all'incrocio tra i Monti Altaj, i Saiani e i Kuzneckij Alatau. Si trova nel territorio della parte meridionale dell'Oblast' di Kemerovo, in Russia.
Prende il nome dal popolo originario degli šori, noti anche come tartari fabbri (кузнецкие татары) che erano famosi in tutta la Siberia per la loro capacità di fondere il ferro. 

## Geografia
La Gornaja Šorija, i cui confini sono solo vagamente definiti, comprende le pendici sud-orientali della Cresta di Salair, le pendici sud-occidentali dei Kuzneckij Alatau e la parte orientale dei Monti dell'Abakan tra i Kuzneckij Alatau e i Saiani Occidentali. Si tratta di montagne di media altezza, per lo più 500-800 metri. Il punto più alto è il monte Patyn (гора Патын, 1630 m). Un altro grande massiccio granitico che si estende da sud-ovest a nord-est per oltre 25 km è il monte Mustag (г. Мустаг).
L'area si trova nel bacino del fiume Tom'. I principali fiumi che scorrono nel territorio sono il Kondoma e il Mrassu. Gli insediamenti principali sono: Meždurečensk, Taštagol, Temirtau e Mundybaš.
Nelle montagne ci sono depositi di carbone, oro, minerali di ferro e manganese.

## Storia
Nel 2013 è stato scoperto un misterio complesso megalitico, quello denominato di Gornaja Šorija.